# Victor Johnson
Victor Louis Johnson (10 de mayo de 1883-23 de junio de 1951) fue un deportista británico que compitió en ciclismo en la modalidad de pista.
Participó en los Juegos Olímpicos de Londres 1908, obteniendo una medalla de oro en la prueba de 660 yardas. Ganó una medalla de oro en el Campeonato Mundial de Ciclismo en Pista de 1908.

## Medallero internacional
| Juegos Olímpicos   | Juegos Olímpicos      | Juegos Olímpicos | Juegos Olímpicos         |
| Año                | Lugar                 | Medalla          | Competición              |
| ------------------ | --------------------- | ---------------- | ------------------------ |
| 1908               | Londres (Reino Unido) | Medalla de oro   | 660 yardas               |
| Campeonato Mundial |                       |                  |                          |
| Año                | Lugar                 | Medalla          | Competición              |
| 1908               | Berlín (Alemania)     | Medalla de oro   | Velocidad individual (A) |